# بو هولمبرغ
بو هولمبرغ (بالسويدية: Bo Holmberg)‏ هو سياسي سويدي، ولد في 17 نوفمبر 1942 في السويد، وتوفي في 11 فبراير 2010 في ستوكهولم في السويد. حزبياً، نشط في حزب العمال الديمقراطي الاشتراكي السويدي. وقد انتخب عضو البرلمان السويدي ‏.